# Dumb Dumb
〈Dumb Dumb〉是韓國女子音樂組合Red Velvet第一张韓語正規專輯《The Red》的主打曲，於2015年9月9日發行。歌曲讲述害羞的女孩在面对自己喜欢的人时就像人体模型一样。
9月9日，公開〈Dumb Dumb〉的音源當天登上美國告示牌排行榜和韓國GAON排行榜第一。在同年9月8日公开的MV也成為當月告示牌美國和全球9月份全多人觀看MV第一名。2016年，Red Velvet在电视剧《太陽的後裔》第16集中客串作为軍營表演者，表演〈Dumb Dumb〉一曲。